# Sporthalle Wandsbek
Die Sporthalle Wandsbek ist eine Mehrzweckhalle im Stadtteil Wandsbek der Hansestadt Hamburg.

## Geschichte
Die unweit des Matthias-Claudius-Gymnasiums gelegene Bezirkssporthalle wurde am 1. Juni 1986 im Beisein des damaligen Hamburger Innensenators Rolf Lange eröffnet. Im Rahmen der zweitägigen Eröffnungsfeierlichkeiten fand ein Freundschaftsspiel des Handball-Regionalligisten Altrahlstedter MTV gegen den Bundesligisten THW Kiel statt, dem 1100 Menschen beiwohnten. Mitte November 1996 gaben die späteren Schwergewichtsboxweltmeister Witali und Wladimir Klitschko in der Halle ihren Einstand als Berufsboxer.

## Veranstaltungen (Auswahl)
- Heimspiele der Futsal-Bundesligisten Hamburger SV[4] und SC Vorwärts Wacker 04 Billstedt[5]
- Berufsboxveranstaltungen des Universum-Boxstalls (u. a. WM-Kämpfe mit Artur Grigoryan[3] und Regina Halmich)[6]
- Kampfabende des Box-Bundesligisten Hamburg Giants[7]
- Endrunde des deutschen Volleyball-Pokalwettbewerbs 2003[8]
- Länderspiel der deutschen Basketballnationalmannschaft gegen Estland im August 2002[9]
- Heimspiele des BC Johanneum Hamburg in der Basketball-Bundesliga[10]
- Heimspiele des TuS Alstertal in der Handball-Bundesliga (Frauen)[11]
- Heimspiele des Hamburger SV[12], der VG WiWa (2008) und des Oststeinbeker SV in der Volleyball-Bundesliga[13]
- Hallenfußballturnier Wandsbek-Cup[14]
- Handballspiele (u. a. DHB-Pokalspiel des Bundesligisten HSV Hamburg gegen HC Elbflorenz Dresden im August 2021)[15]
- Internationale Turnveranstaltung Hamburg Gymnastics[16]
- Deutsche Meisterschaft im Degenfechten (Vorrundenkämpfe) 2003[17]
- Hallenhockey-Europapokal der Landesmeister 2003[18]
- Verbandstag des Hamburger Fußball-Verbands[19]
- Schlussturnier des Pokalwettbewerbs des Hamburger Basketball-Verbands